# Мохамед Ель-Саєд
Мохамед Ель-Саєд (29 червня 1981) — єгипетський хокеїст на траві. Учасник чоловічого турніру на літніх Олімпійських іграх 2004, де його збірна посіла 12-те місце. Зіграв 7 матчів і забив 1 гол у ворота збірної Аргентини.